# مارسيل كابرون
مارسيل كابرون (بالفرنسية: Marcel Capron)‏ هو مصارع رياضي فرنسي، ولد في 26 أبريل 1900 في باريس في فرنسا، وتوفي في 26 أكتوبر 1981.

## وصلات خارجية
- مارسيل كابرون على موقع أوليمبيديا (الإنجليزية)